# Apostolado
Se llama apostolado (del latín, apostolātus) al oficio del apóstol, a su obra y a su actividad. La palabra apóstol proviene del vocablo griego άπόστολος (a su vez derivado del verbo άπόστέλλω, enviar), y significa enviado, mensajero, embajador. En sentido estricto, el apostolado tiene una significación eminentemente religiosa en el marco del cristianismo, mientras que en sentido laxo puede aplicarse a ciertas profesiones o actividades que, en su buen ejercicio y bajo ciertas circunstancias, signifiquen un nivel eminente de entrega y dedicación (v.gr., «en situaciones de carencia, la enseñanza es un apostolado»; o «ejerció la Medicina como un apostolado», etc.).

## Concepto de apóstol
En el Nuevo Testamento, se emplea la palabra apóstol (άπόστολος) para designar, unas veces, a los doce discípulos más próximos a Jesús de Nazaret, a los que hay que añadir varios nombres: el de Matías el Apóstol (Hechos 1:15-26); el de Pablo de Tarso, apóstol de las naciones o apóstol de los gentiles por excelencia (Romanos 11:13), que se presenta como apóstol (Romanos 1:1; 1Corintios 1:1), no de parte de los hombres, sino de Jesucristo (Gálatas 1:1). Además, Pablo presenta a sus colaboradores Timoteo y Silas también como apóstoles (1Tesalonicenses 2:5-7), como así también a Bernabé. Otras veces se otorga el nombre de apóstoles a los diversos predicadores del Evangelio, incluso no pertenecientes a la jerarquía eclesiástica, a punto que se hace referencia al apostolado como uno de los carismas propios de la comunidad cristiana (1Corintios 12:28).

Saluden a Andrónico y a Junia, mis parientes y compañeros de cautiverio, ilustres entre los apóstoles, que llegaron a Cristo antes que yo.
Pablo de Tarso, Epístola a los romanos 16:7

En este sentido, las palabras «misión» y «apostolado», del mismo modo que «misionero» y «apóstol», son etimológicamente equivalentes. Los términos «misión» y «misionero» provienen del verbo latino mitto, que significa enviar, exactamente igual que las palabras apóstol y apostolado. En sentido religioso, se considera al apóstol como un enviado de Dios y de la comunidad para predicar el Evangelio a los hombres.

## Grados de apostolado
La palabra apóstol es eminentemente analógica y se aplica en grados muy diversos a los sujetos de atribución. Sobre la base de los textos bíblicos, se pueden distinguir seis grados o categorías distintas de apostolado:

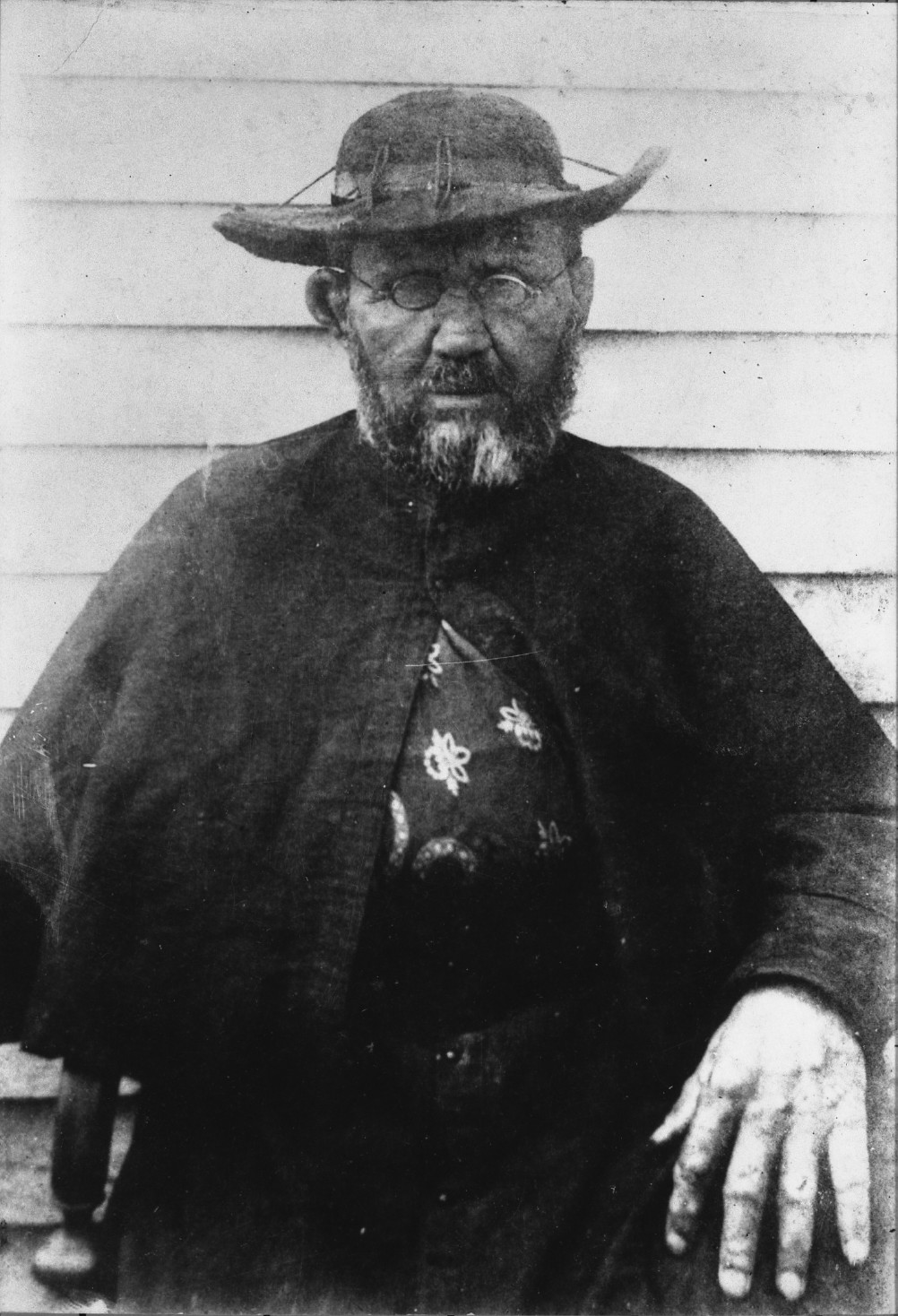
Damián de Molokai encontró en el cuidado y redención de los leprosos de Molokai, como así también en la lucha por sus derechos ante las autoridades civiles, la forma de ejercicio de su apostolado, razón por la cual se lo llama el apóstol de los leprosos.

1. El apostolado en su grado eminente corresponde a Jesús de Nazaret, que en el cristianismo se considera enviado del Padre para traer al mundo la Buena Noticia (=Evangelio) y el mensaje redentor (Juan 3:17; Juan 17:3). De él reciben el mandato y la misión apostólica todos los demás apóstoles (Juan 20:21).
2. El segundo lugar corresponde a los apóstoles por antonomasia, los discípulos escogidos en vida por Jesús, todos ellos enviados a predicar el Evangelio a toda criatura (Marcos 16:15), a quienes se suman Matías el Apóstol, Pablo de Tarso y Bernabé, .
3. En diferentes denominaciones cristianas tales como la Iglesia católica, la Iglesia ortodoxa y la Comunión anglicana, el tercer grado lo ocupan los obispos como sucesores de los apóstoles y herederos de la misión que Jesús de Nazaret les confió (ver sucesión apostólica). En la Iglesia católica destaca el obispo de Roma como primus inter pares.
4. Los presbíteros, enviados por los obispos con una misión jurisdiccional.
5. Los laicos o seglares, encuadrados en alguna organización apostólica (por ejemplo, Acción Católica) que, sin participar en modo alguno en la potestad eclesiástica, es parte de las actividades apostólicas.
6. En sentido amplio, se llama apóstol a cualquier persona que realiza alguna acción de apostolado (ofrecer catequesis o enseñanza de la Biblia, realizar obras de misericordia tales como dar un buen consejo, visitar enfermos, presos, o desamparados de forma voluntaria) aunque sea por su sola cuenta y razón y sin misión oficial alguna.

El Concilio Vaticano II señaló los diferentes grados de forma sucinta, indicando la importancia del apostolado de los laicos:

La vocación cristiana, por su misma naturaleza, es también vocación al apostolado. [...] En la Iglesia hay variedad de ministerios, pero unidad de misión. A los apóstoles y a sus sucesores les confirió Cristo el encargo de enseñar, de santificar y de regir en su mismo nombre y autoridad. Mas también los laicos hechos partícipes del ministerio sacerdotal, profético y real de Cristo, cumplen su cometido en la misión de todo el pueblo de Dios en la Iglesia y en el mundo.

En realidad, ejercen el apostolado con su trabajo para la evangelización y santificación de los hombres, y para la función y el desempeño de los negocios temporales, llevado a cabo con espíritu evangélico de forma que su laboriosidad en este aspecto sea un claro testimonio de Cristo y sirva para la salvación de los hombres. Pero siendo propio del estado de los laicos el vivir en medio del mundo y de los negocios temporales, ellos son llamados por Dios para que, fervientes en el espíritu cristiano, ejerzan su apostolado en el mundo a manera de fermento.
Concilio Vaticano II, Decreto Apostolicam actuositatem, 2

## Apostolados en la vida diaria
En la vida diaria los católicos reconocen que se pueden realizar diversos apostolados: el apostolado del testimonio, de la palabra, de la acción, de la oración y el sacrificio.
Los cristianos evangélicos creen plenamente que el título del apostolado como tal solo le corresponde bíblicamente a los apóstoles ordenados personalmente por Cristo; no obstante, muchas congregaciones evangélicas creen en "el don del apostolado" actualmente, es decir, misioneros que son llamados por Dios específicamente para fundar iglesias en diferentes naciones. Si bien "el oficio de apóstol" solo se limitó a la ordenación de los doce apóstoles de Cristo (Matías sustituye a Judas Iscariote), Pablo es el último en ser llamado ápostol tras tener un encuentro directo y personal con Jesús desde los cielos (Hechos de los Apóstoles 9).

## Errores en el apostolado

### Activismo
En orden al apostolado, son mayores los errores que provienen de una sobreestima exagerada de la vida activa que de una exaltación enfermiza de la vida contemplativa.

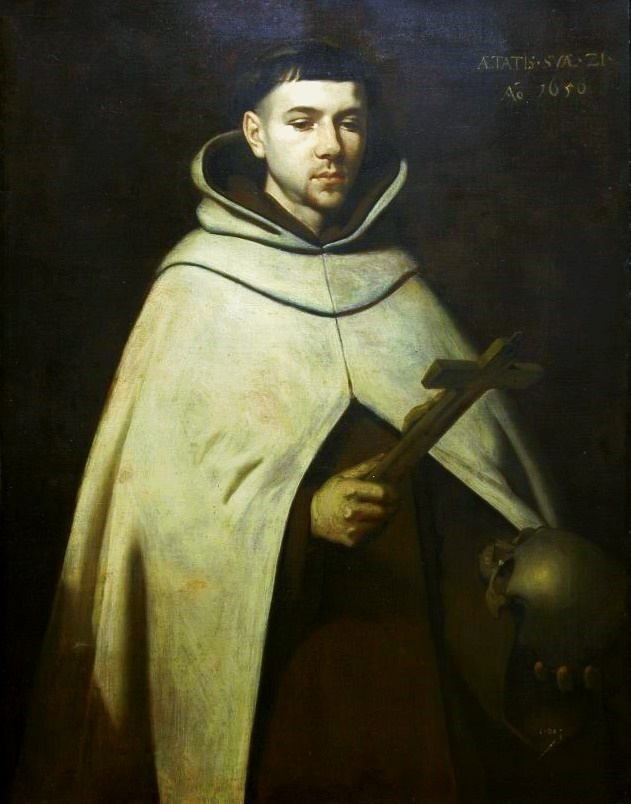
San Juan de la Cruz, por Zurbarán.

Por ello, el activismo, entendido como exceso de actividad incontrolada, también llamado americanismo o, en el decir de Pío XII, herejía de la acción, es una desviación del apostolado en la que el hombre, devorado por la fiebre de la acción, se entrega más y más a actividades exteriores desconsiderando la vida interior. De ello advertía ya el poeta y místico cristiano san Juan de la Cruz:

Adviertan, pues, aquí los que son muy activos, que piensan ceñír al mundo con sus predicaciones y obras exteriores, que mucho más progreso harían a la Iglesia y mucho más agradarían a Dios, dejando aparte el buen ejemplo que de sí darían, si gastasen siquiera la mitad de este tiempo en estarse con Dios en oración... Cierto entonces harían más y con menos trabajo con una hora que con mil, mereciéndolo su oración, y habiendo cobrado fuerzas espirituales con ella; porque de otra manera, todo es martillar y hacer poco más que nada, y a veces nada, y aun a veces daño.
San Juan de la Cruz (1542-1591)

### Quietismo
Como error diametralmente opuesto al activismo se encuentra el quietismo, que busca refugiarse en la oscuridad e indolencia movido por una falsa prudencia.

Es el quietismo, ridícula caricatura del recogimiento y vida contemplativa, que coincide en realidad con el más repugnante egoísmo [...] El quietista no quiere meterse en nada. So pretexto de concentración y oración, se encastilla en su aislamiento y ociosidad sin pensar en nadie fuera de sí mismo ni preocuparse de otra cosa que de sus propios intereses. [...] Es muy cómodo no meterse en nada ni abandonar un instante la dulce ociosidad —il dolce far niente— pero no es lícito llamarse discípulo de Jesucristo que precisamente por haberse metido en todo acabó muriendo en lo alto de una cruz.
Antonio Royo Marín

## Apostolado de la Oración
Evitando el mero activismo y el quietismo, se expandieron diversas asociaciones, tales como el Apostolado de la Oración que cuenta con más de 50 millones de socios en todo el mundo, cuyo carácter distintivo es el ofrecimiento interior de las actividades diarias a través de la oración, es decir, la «actitud orante» que impregna la acción cotidiana.